# Аксамитний Анатолій Сергійович
Анатолій Сергійович Аксамитний (нар. 17 травня 1884, Ромни, Полтавська губернія (нині Сумська область) — пом. 12 травня 1931, Звєрево, Ростовська область, СРСР) — фахівець у галузі гідротехніки, професор.

## Біографія
Анатолій Сергійович Аксамитний народився 17 травня 1884 року в місті Ромни Полтавської губернії (нині Сумської області у дворянській збіднілій родині. Батько Анатолія Сергійовича походив з української військової старшини, що дістала російське дворянство. Мати Варвара Федорівна розлучилася з чоловіком, коли синові виповнилося півтора року. Батько помер, не залишивши жодного спадку, коли Анатолію було три роки. Мати служила в конторах залізничного відомства, щоб заробити на життя.
У 1902 році він закінчив Мінське реальне училище. Навчався в Санкт-Петербурзькому інституті шляхів залізничного сполучення. За роки студентства посилено працював у бібліотеці, входив до ради старост. У 1905 році, заробляючи на хліб насущний креслярем у Харкові на залізниці, Анатолій Аксамитний брав участь у страйку й повстанні на станції Патюніно, за що звільнили його без права працювати на залізницях. Проте зі списків студентства його не виключили. Він заробляв відрядною роботою. Анатолій Сергійович працював на залізниці у Харкові. З 1907 року брав участь у розвідці водних шляхів Сибіру. Дослідженнями так захопився, що працював шість років на різних важливих водних роботах — від техніка до начальника партії. Сам Аксамитний А. С. писав: «Ці роботи визначили мою спеціалізацію з водних шляхів на все подальше життя».
Після того, як закінчив у 1912 році інститут, поїхав у закордонне відрядження до Франції та Німеччини. За дорученням Міністерства шляхів сполучення Анатолій Аксамитний досліджував водні шляхи, штучні канали Західної Європи. Від 1913 до 1918 рр. працював співробітником управління внутрішніх водних шляхів і бюро проектування водних шляхів. Водночас був викладачем Петроградського політехнічного інституту й інституту інженерних шляхів сполучення.
Влітку 1917 року зібрався перший з'їзд водників, який започаткував Профспілку робітників водного транспорту. Анатолій Аксамитний брав у цій акції активну участь, після чого вирушив у відрядження на Маріїнську водну систему. На початку літа родина Аксамитного переїхала з Петрограда на дачу в село Сорочинці в Україну, звідки через несприятливі обставини повернутися вже не змогла. Кипіла міжнаціональна і класова боротьба, солдати всіх армій лютували, набув поширення кримінальний бандитизм. Рятуючись від цієї біди, Анатолій Аксамитний переїхав з дітьми в Ростов, де господарювали білі. Під натиском червоних білогвардійці готувалися до втечі. Управління шлюзування, де служив Аксамитний, евакуювали до Анапи. Багато спеціалістів, скориставшись нагодою, виїхало за кордон. Анатолій Аксамитний залишився. Йому запропонували посаду начальника робіт зі шлюзування Дніпра.
З 1918 до 1919 року керував технічним відділом робіт зі шлюзування порожистої частини Дніпра у м. Катеринослав (нині Дніпро). Від 1920—1929 рр. був головним інженером шлюзування річки Дон. Аксамитний А. С. водночас читав курс загальної гідротехніки на інженерно-меліоративному факультеті Донського політехнічного інституту (м. Ростов-на-Дону).
У 1930 році був призначений головним інженером будівництва Біломорсько-Балтійського каналу. У 1930 році був заарештований за звинуваченням у керівництві Північно-Кавказької крайової контрреволюційної організації, що займалася шкідницькою діяльністю у всіх галузях водного транспорту. До січня 1931 року утримувався у слідчому ізоляторі Ростова-на-Дону. Був переведений до Москви, але й там, попри тортури, відмовився співпрацювати зі слідством. Під час перевезення до Ростова-на-Дону (за свідченнями вартових) покінчив життя самогубством на станції Звєрево Північно-Кавказької залізниці. У 1967 році був перепохований у Ленінграді. Реабілітований у 1991 році.

## Наукові праці
1. Водний шлях на р. Ухту. 1906
2. Шлюзи для Камсько-Іртишського водного шляху. 1911
3. Опис проекту Камсько-Іртишського водного шляху. Шлюзи. 1912
4. Середньо-Германський канал і його зведення. 1914.

## Досягнення
- 1927 — надано вчене звання професора.